# Selaginella undata
Selaginella undata är en mosslummerväxtart som beskrevs av Shelton och Caluff. Selaginella undata ingår i släktet mosslumrar, och familjen mosslummerväxter. Inga underarter finns listade i Catalogue of Life.